# FC Viitorul Constanța
El FCV Farul Constanţa es un club de fútbol rumano de la ciudad de Constanța, fundado en 2009 como Viitorul Constanța y refundado en 2021 tras fusionarse con Fotbal Club Farul Constanța cambia su nombre a Farul Constanţa y adquiere la marca Farul. Actualmente juega en la Liga I.

## Historia
El club fue fundado en verano de 2009 por el exfutbolista internacional rumano Gheorghe Hagi y fue inscrito en la Liga III de 2009/10 tras hacerse con la plaza del CS Ovidiu. El club ascendió a Liga II al término de esa misma temporada.
El club es conocido principalmente como un club basado en la consolidación de los talentos jóvenes en Rumania y cuenta con una de las mejores instalaciones para jóvenes de cualquier club en el país. El Viitorul logró ascender, por primera vez en su historia, a la Liga I tras finalizar segundo en su grupo (Seria I) de la Liga II en la temporada 2011–12.
La siguiente temporada, la 2012-2013 estuvo luchando para evitar caer en la segunda división del país, acabando 13º, estando dos escalones por encima de la posición que enviaría al primer equipo a la Liga II rumana.
La temporada 2013-2014 pasó sin pena ni gloria para el equipo, pues acabaron 12º en la clasificación, consiguiendo un año más continuar en la máxima división rumana, a su vez, siguiendo con la política de utilizar jugadores jóvenes llegados de las canteras inferiores del equipo.
Para la siguiente temporada, la 2014-2015, el equipo ascendió un puesto más en la clasificación acabando 11º, aunque solo a un escalón de la primera posición donde se mandaría a la segunda división, debido al cambio de sistema en la liga rumana, pasando de una liga normal a una liga con sistema play off/play out, y eliminando así a 6 equipos. Durante esta época, el equipo tuvo una temporada regular, con 11 victorias, 10 empates y 13 derrotas.
En la temporada 2015-2016, Gheorghe Hagi, dueño del equipo, y entrenador desde mitades de la temporada anterior, decidió cambiar un poco la política del equipo, comprando jugadores con experiencia en la máxima división rumana, y otros como Florin Cernat, que jugó en la liga ucraniana en el Dinamo de Moscú, con mucha experiencia como jugador, aunque debido a las lesiones, no pudo disputar muchos partidos a lo largo de la temporada. De esta forma, durante la primera parte de esta, acabaron 4º en la clasificación, sin embargo, durante el play off (primeros 6 equipos) Hagi decidió renunciar a un par de jugadores, algunos incluso durante el mercado invernal, volviendo así a la política de promover a jóvenes jugadores de la propia cantera, llevando al equipo a caer a la 5ª posición, siendo esta la mejor clasificación del equipo en la Liga I rumana. Tuvo una primera parte de la temporada bastante positiva pues acabaron con 13 victorias, 7 empates y 6 derrotas. En los play offs acabaron simplemente con 1 victoria, 3 empates y 6 derrotas, clasificándose para la Liga Europa de la UEFA de la temporada 2016-2017.
En la temporada 2016-2017, con sólo ocho años de historia y en su segunda temporada en la máxima división rumana, consigue alzarse con el campeonato en la última jornada de la eliminatoria por el título porque, a pesar del empate a puntos con el Steaua București, superaba a este por el average.
El 21 de junio de 2021, el propietario Gheorghe Hagi , el presidente Gheorghe Popescu y el propietario del club FC Farul Constanța , Ciprian Marica , anunciaron en rueda de prensa que los dos clubes se han unido; el club de primera división, FC Viitorul, adquiriendo así la marca Farul y cambiando su nombre a FCV Farul Constanța.  En la primera temporada con el nuevo nombre, el club volvió a clasificarse para los play-offs después de dos años de ausencia, terminando quinto en la competición nacional.
La temporada 2022-2023 tuvo un gran comienzo para Farul, sumando una racha de 8 partidos invicto. Siguió una derrota contra la Universidad de Craiova , pero los marineros se recuperaron y continuaron su racha invicta con 10 partidos más sin derrota. Terminaron la temporada regular en primer lugar, un punto por encima del CFR Cluj y 7 por encima del FCSB (al entrar en el play-off, las diferencias se convirtieron en 0 y 3 respectivamente), los principales aspirantes al título. Aunque lograron una victoria y un empate en las dos primeras etapas de los play-offs, se vieron amenazados cuando sufrieron una derrota contra el FCSB, 1-2, con la distancia entre los tres primeros siendo un punto entre ellos. Sin embargo, Farul retoma la actuación mostrada en la temporada regular y no perdió un solo partido hasta el final de la temporada, consiguiendo su segundo título de campeonato en el récord. Esto ocurrió en la penúltima etapa, cuando derrotaron al FCSB , el único equipo que aún podía ganar el título aparte del Farul, después de remontar espectacularmente un 0-2 en contra y ganar 3-2 en Ovidiu.
La temporada 2023-2024 comenzó con el partido de la Supercopa de Rumanía contra el Sepsi OSK , perdido 0-1. En la Liga de Campeones , Farul fue eliminado por el Sheriff Tiraspol , tras 1-0 en la vuelta y 0-3 en la vuelta. En la segunda ronda preliminar de la Conference League , Farul se enfrentó al equipo armenio Urartu y se clasificó aún más tras un global de 6-4. En la tercera ronda preliminar, Farul se enfrentó a la Flora Tallin de Estonia , logrando clasificarse para los play-offs tras un 5-0 en el partido de vuelta. En el play-off de la Conference League, Farul se enfrentó al HJK Helsinki de Finlandia, al que no pudo superar tras el 3-2 en el partido de ida.

## Estadio
Durante 2009-2012 el Viitorul jugó en la Liga III y la Liga II sus partidos como local en el viejo estadio municipal de la localidad de Ovidiu. Después del ascenso a Liga I jugó sus primeros tres partidos en casa en el Stadionul Oţelul en Galaţi y después se trasladó al Stadionul Farul de Constanza, con una capacidad de 15.500 personas sentadas.
Después de hacerse cargo de la marca Farul , el club debería haber jugado sus partidos en el Estadio Farul , pero no se encuentra en condiciones, por lo que el equipo continúa jugando sus partidos en casa en el Estadio Central-Academia Gheorghe Hagi.

## Entrenadores
- Cătălin Anghel (diciembre de 2009 – agosto de 2013)
- Bogdan Vintilă (septiembre de 2013 – junio de 2014)
- Bogdan Stelea (julio de 2014 – agosto de 2014)
- Bogdan Vintilă (agosto de 2014 – octubre de 2014)
- Gheorghe Hagi (noviembre de 2014–)

## Palmarés

### Torneos nacionales (4)
| Competiciones nacionales   | Títulos           | Subcampeonatos |
| -------------------------- | ----------------- | -------------- |
| Liga de Rumania (2/0)      | 2016-17, 2022-23. |                |
| Copa de Rumania (1/0)      | 2018-19.          |                |
| Supercopa de Rumania (1/2) | 2019.             | 2017, 2023.    |
|                            |                   |                |
| Liga II (1/0)              | 2011-12.          |                |
| Liga III (1/0)             | 2009-10.          |                |

## Participación en competiciones de la UEFA
| Temporada | Torneo                 | Ronda             | Club              | Casa | Visita       | Global |
| --------- | ---------------------- | ----------------- | ----------------- | ---- | ------------ | ------ |
| 2016–17   | UEFA Europa League     | 3ª Clasificatoria | Gent              | 0–0  | 0–5          | 0–5    |
| 2017–18   | UEFA Champions League  | 3ª Clasificatoria | APOEL             | 1–0  | 0–4 (a.e.t.) | 1–4    |
| 2017–18   | UEFA Europa League     | Playoff           | Red Bull Salzburg | 1–3  | 0–4          | 1–7    |
| 2018–19   | UEFA Europa League     | 1ª Clasificatoria | Racing FC         | 0–0  | 2–0          | 2–0    |
| 2018–19   | UEFA Europa League     | 2ª Clasificatoria | Vitesse           | 2–2  | 1–3          | 3–5    |
| 2019–20   | UEFA Europa League     | 2ª Clasificatoria | Gent              | 2–1  | 3–6          | 5–7    |
| 2023–24   | UEFA Champions League  | 1° Clasificatoria | Sheriff Tiraspol  | 1–0  | 0–3 (aet)    | 1–3    |
| 2023–24   | UEFA Conference League | 2° Clasificatoria | Urartu            | 3–2  | 3–2          | 6–4    |
| 2023–24   | UEFA Conference League | 3° Clasificatoria | Flora             | 3–0  | 2–0          | 5–0    |
| 2023–24   | UEFA Conference League | Playoff           | HJK Helsinki      | 2-1  | 0–2          | 2–3    |